# Герасимов Олексій Григорович
Олексій Григорович Герасимов (1883, місто Кіржач Владимирської губернії, тепер Владимирської області, Російська Федерація — 1962, місто Москва, тепер Російська Федерація) — радянський діяч, голова Сокольницької районної ради міста Москви. Кандидат у члени Центральної контрольної комісії РКП(б) у 1923—1924 роках. Член Центральної контрольної комісії ВКП(б) у 1925—1930 роках. Член ВЦВК.

## Життєпис
Народився в родині робітника.
Працював робітником заводу в місті Кольчугіно Владимирської губернії.
Брав участь у першій російській революції 1905—1907 років. Член РСДРП(б) з 1906 року, партійний організатор на заводі.
З 1907 по 1910 рік зазнав переслідувань, декілька разів був заарештований.
З травня 1910 по 1913 рік працював робітником Митищинського вагонного заводу в Москві. З 1913 року — робітник Сокольницьких трамвайних майстерень Москви. Був організатором та головою правління Московської профспілки металістів. Був заарештований за участь в організації кас хворих, деякий час сидів у в'язниці.
Учасник Лютневої революції 1917 року в Петрограді, брав участь у роззброєнні поліції і жандармерії та звільненні ув'язнених. У травні 1917 року переїхав до Москви.
Учасник Жовтневого перевороту 1917 року в Москві, організатор Червоної гвардії в Сокольниках. З 1917 року — член Сокольницького районного комітету РСДРП(б) міста Москви, член Московського комітету РСДРП(б).
З осені 1918 по 1920 рік — в Червоній армії, учасник громадянської війни в Росії. У 1918—1919 роках служив завідувачем культурно-просвітницького відділу політичного відділу 8-ї армії Південного фронту, з вересня 1919 року — військовий комісар 56-ї кавалерійської бригади. Був поранений у боях.
12 липня 1920 — 10 травня 1921 року — голова Сокольницької районної ради міста Москви та член виконавчого комітету Московської міської ради.
У 1921—1927 роках — завідувач Центрального бюро скарг Народного комісаріату робітничо-селянської інспекції СРСР; голова Дзержинської районної контрольної комісії РКП(б) міста Москви; секретар партійної колегії РКП(б) Курської залізниці.
У 1927—1930 роках — заступник керуючого сільськогосподарської інспекції Народного комісаріату робітничо-селянської інспекції РРФСР.
У 1930—1933 роках — слухач Вищих курсів марксизму-ленінізму при ЦК ВКП(б).
Потім був на партійній, радянській та науковій роботі.
З 1938 року — персональний пенсіонер в Москві.
Помер у 1962 році. Похований на Новодівичому цвинтарі Москви.